# China Next Generation Internet
 (mars 2015).
Si vous disposez d'ouvrages ou d'articles de référence ou si vous connaissez des sites web de qualité traitant du thème abordé ici, merci de compléter l'article en donnant les références utiles à sa vérifiabilité et en les liant à la section « Notes et références ».
Le projet Internet Generation IPv6, en Chine (CNGI en anglais) est un plan quinquennal initié par le gouvernement de la république populaire de Chine dans le but de gagner de l'influence dans le cyberspace avec la mise en œuvre précoce d'IPv6. En 2006, les États-Unis ont presque un tiers du maximum théorique des adresses IPv4 (environ 1,2 milliard), alors que la Chine a davantage d'internautes broadband que d'adresses IPv4. Avec l'utilisation d'IPv6, la Chine espère éviter cette situation et tenir tête dans les relations avec le reste du monde. 
La Chine planifie de démontrer publiquement le CNGI et son réseau IPv6 lors des  Jeux olympiques d'été de 2008 à Pékin. Tout, depuis les caméras de sécurité, les taxis jusqu'aux caméras filmant les événements olympiques sera connecté via IPv6, les événements seront diffusés en direct par Internet pendant que les voitures connectées au réseau pourront avoir une vue de la situation du trafic.